# Cunelières
Cunelières (deutsch früher Löffeldorf) ist eine französische Gemeinde mit 344 Einwohnern (Stand: 1. Januar 2022) im Territoire de Belfort in der Region Bourgogne-Franche-Comté.

## Geographie
Cunelières liegt auf 354 m, etwa zehn Kilometer östlich der Stadt Belfort (Luftlinie). Das Dorf erstreckt sich im Flachland der Burgundischen Pforte, leicht erhöht am westlichen Talrand des Ruisseau de Saint-Nicolas, gegenüber von Foussemagne, am Südostrand des ausgedehnten Waldgebietes Bois de Bessoncourt.
Die Fläche des 2,02 km² großen Gemeindegebiets umfasst einen Abschnitt der nur schwach reliefierten Landschaft im Bereich der Burgundischen Pforte (Trouée de Belfort). Die östliche Grenze verläuft meist entlang dem Ruisseau de Saint-Nicolas, der sich mit Mäandern durch eine fast ein Kilometer breite Talebene windet und für die Entwässerung über die Bourbeuse zur Allaine sorgt. Vom Flusslauf erstreckt sich das Gemeindeareal nach Westen auf das angrenzende Plateau, das durchschnittlich auf 360 m liegt. Es ist teils mit Acker- und Wiesland, teils mit Wald bedeckt. Mit 366 m wird am Rand des Bois de Bessoncourt die höchste Erhebung von Cunelières erreicht. In einem Tälchen westlich des Dorfes befindet sich ein Weiher, der für die Fischzucht angelegt wurde.
Nachbargemeinden von Cunelières sind Foussemagne im Norden, Montreux-Vieux im Osten, Montreux-Château im Süden sowie Petit-Croix im Westen.

## Geschichte
Erstmals urkundlich erwähnt wird Cunelières im 15. Jahrhundert unter dem Namen Cournoillière. Im weiteren Verlauf folgten die Bezeichnungen Kulmer (1458), Quenegliere (1468), Kunglier (1472), Künigleren (1509), Cinelier (1555) und Kunglieu (1662). Mitte des 14. Jahrhunderts gelangte das Gebiet von Cunelières unter die Oberhoheit der Habsburger und gehörte dabei zur Herrschaft Montreux. Zusammen mit dem Sundgau kam Cunelières mit dem Westfälischen Frieden 1648 an die französische Krone. Seit 1793 gehörte das Dorf zum Département Haut-Rhin, verblieb jedoch 1871 als Teil des Territoire de Belfort im Gegensatz zum restlichen Elsass bei Frankreich. Kirchlich gehört Cunelières zu Montreux-Château.

## Bevölkerung
| Bevölkerungsentwicklung | Bevölkerungsentwicklung |
| Jahr                    | Einwohner               |
| ----------------------- | ----------------------- |
| 1962                    | 77                      |
| 1968                    | 94                      |
| 1975                    | 116                     |
| 1982                    | 157                     |
| 1990                    | 204                     |
| 1999                    | 229                     |

Mit 344 Einwohnern (1. Januar 2022) gehört Cunelières zu den kleinen Gemeinden des Département Territoire de Belfort. Nachdem die Einwohnerzahl in der ersten Hälfte des 20. Jahrhunderts abgenommen hatte (1906 wurden noch 149 Personen gezählt), wurde seit Beginn der 1960er Jahre ein deutliches Bevölkerungswachstum verzeichnet. Seither hat sich die Einwohnerzahl verdreifacht.

## Wirtschaft und Infrastruktur
Cunelières war bis weit ins 20. Jahrhundert hinein ein vorwiegend durch die Landwirtschaft (Ackerbau, Obstbau und Viehzucht) und die Fischzucht geprägtes Dorf. Daneben gibt es heute einige Betriebe des lokalen Kleingewerbes. Mittlerweile hat sich das Dorf zu einer Wohngemeinde gewandelt. Viele Erwerbstätige sind deshalb Wegpendler, die in den größeren Ortschaften der Umgebung und in der Agglomeration Belfort ihrer Arbeit nachgehen.
Die Ortschaft ist verkehrstechnisch gut erschlossen. Sie liegt nahe der Route départementale D419 (ehemalige Route nationale 19), die von Belfort nach Altkirch führt. Der nächste Anschluss an die Autobahn A36 befindet sich in einer Entfernung von ungefähr sieben Kilometern. Weitere Straßenverbindungen bestehen mit Foussemagne, Montreux-Château und Petit-Croix. Der nächste Bahnhof an der Eisenbahnlinie Belfort – Mulhouse befindet sich in Montreux-Château.